# Sienno (województwo zachodniopomorskie)
Sienno – wieś w Polsce położona w województwie zachodniopomorskim, w powiecie łobeskim, w gminie Resko.
W latach 1975–1998 miejscowość położona była w województwie szczecińskim.
Zobacz też: Sienno, Sienno Dolne